# Kuso Miso Technique
Kuso Miso Technique (くそみそテクニック?, Kuso Miso Tekunikku,  letteralmente "Tecnica della zuppa di miso di feci") è una storia a fumetti autoconclusiva di Junichi Yamakawa pubblicato sulla rivista Barazoku nel 1987. L'opera è diventata nota sul web anche col nome di Yaranai ka? o Uho! Ii otoko.

## Trama
Il giovane studente Masaki Michishita si sta recando di corsa ai bagni pubblici del parco quando viene fermato da un giovane uomo che gli chiede di fare sesso con lui nel gabinetto. Il luogo, ricorda troppo tardi Masaki, è infatti punto di riferimento per appuntamenti per gay.
Durante il rapporto sessuale, Masaki non riuscendo più a contenersi urina nella bocca dell'uomo che stava praticandogli la fellatio. Questi propone poi al giovane di liberare la vescica durante la pratica anale. Dopo l'esperienza il meccanico Takakazu Abe scopre che Masaki è sul punto di defecare e, sorprendendolo, si interroga alla fine se non sia un'esperienza piacevole penetrare il ragazzo e lasciarsi ricoprire dalle sue feci.

## Personaggi
Masaki Michishita (道下 正樹?, Michishita Masaki)
Studente del liceo omosessuale ed ancora vergine. Quando si imbatte nel meccanico Takakazu esclama "Uao, che bell'uomo!" (ウホッ! いい男…?, Uho! Ii otoko...), espressione con cui è conosciuta quest'opera di Yamakawa.
Takakazu Abe (阿部 高和?, Abe Takakazu)
Meccanico in un'officina. Siede al parco aspettando un partner sessuale, perciò scorto Masaki gli mostra provocatoriamanete il pene e gli chiede "Lo facciamo?" (やらないか?, yaranai ka), un'altra espressione con cui è diventato famoso il capitolo.